# Campeonato Mundial de Atletismo de 2007 - 5000 m masculino
A competição dos 5000 metros masculino no Campeonato Mundial de Atletismo de 2007 foi realizada no Estádio Nagai, em Osaka, no Japão, entre os dias 30 de agosto a 2 de setembro de 2007.

## Recordes
Antes desta competição, os recordes mundiais e do campeonato nesta prova eram os seguintes:
| Tipo                  | Atleta          | Tempo    | Local   | Data                 |
| --------------------- | --------------- | -------- | ------- | -------------------- |
|                       | Kenenisa Bekele | 12:37.35 | Hengelo | 31 de maio de 2004   |
| Recorde do campeonato | Eliud Kipchoge  | 12:52.79 | Paris   | 31 de agosto de 2003 |

## Medalhistas
| Ouro                | Prata                | Bronze              |
| Bernard Lagat (USA) | Eliud Kipchoge (KEN) | Moses Kipsiro (UGA) |

## Calendário
Todos os horários estão no horário local (UTC+9)
| Data          | Horário | Fase          |
| ------------- | ------- | ------------- |
| 30 de agosto  | 20:45   | Eliminatórias |
| 2 de setembro | 19:30   | Final         |

## Resultados

### Eliminatórias
Qualificação: Os 5 primeiros de cada bateria (Q) e os 5 melhores tempos (q) avançam para as finais.
| Pos. | Bateria | Atleta               | Nacionalidade  | Tempo      | Notas                |
| ---- | ------- | -------------------- | -------------- | ---------- | -------------------- |
| 1    | 2       | Eliud Kipchoge       | Quênia         | 13:33.37   | Q                    |
| 2    | 2       | Abreham Cherkos      | Etiópia        | 13:33.62   | Q                    |
| 3    | 2       | Matt Tegenkamp       | Estados Unidos | 13:35.05   | Q                    |
| 4    | 2       | Craig Mottram        | Austrália      | 13:36.18   | Q                    |
| 5    | 2       | Juan Luis Barrios    | México         | 13:37.12   | Q                    |
| 6    | 2       | Mo Farah             | Grã-Bretanha   | 13:39.13   | q,                   |
| 7    | 2       | Benjamin Limo        | Quênia         | 13:41.47   | q                    |
| 8    | 2       | Adam Goucher         | Estados Unidos | 13:41.65   | q                    |
| 9    | 2       | Ali Abdalla          | Eritreia       | 13:42.00   | q                    |
| 10   | 2       | Felix Kikwai Kibore  | Catar          | 13:46.23   | q                    |
| 11   | 1       | Tariku Bekele        | Etiópia        | 13:46.42   | Q                    |
| 12   | 1       | Jesús España         | Espanha        | 13:46.45   | Q                    |
| 13   | 1       | Bernard Lagat        | Estados Unidos | 13:46.57   | Q                    |
| 14   | 1       | Hicham Bellani       | Marrocos       | 13:46.64   | Q                    |
| 15   | 1       | Moses Ndiema Kipsiro | Uganda         | 13:46.86   | Q                    |
| 16   | 2       | Dieudonné Disi       | Ruanda         | 13:47.30   | Recorde da temporada |
| 17   | 1       | Khoudir Aggoune      | Argélia        | 13:47.36   |                      |
| 18   | 1       | Isaac Kiprono Songok | Quênia         | 13:47.42   |                      |
| 19   | 1       | Ahmed Baday          | Marrocos       | 13:47.83   |                      |
| 20   | 1       | Joseph Ebuya         | Quênia         | 13:48.21   |                      |
| 21   | 2       | Jan Fitschen         | Alemanha       | 13:48.39   |                      |
| 22   | 2       | Aadam Ismaeel Khamis | Bahrein        | 13:50.30   |                      |
| 23   | 1       | Tonny Wamulwa        | Zâmbia         | 13:50.95   | Recorde da temporada |
| 24   | 1       | Bekana Daba          | Etiópia        | 13:53.16   |                      |
| 25   | 1       | Charles Bett Koech   | Catar          | 13:53.36   |                      |
| 26   | 2       | Mourad Marofit       | Marrocos       | 13:54.65   |                      |
| 27   | 2       | Takayuki Matsumiya   | Japão          | 13:54.95   |                      |
| 28   | 1       | Alistair Cragg       | Irlanda        | 13:59.45   |                      |
| 29   | 2       | Stephen Kiprotich    | Uganda         | 14:04.22   |                      |
| 30   | 1       | Erik Sjöqvist        | Suécia         | 14:05.69   |                      |
| 31   | 1       | Yu Mitsuya           | Japão          | 14:07.38   |                      |
| 32   | 2       | Cleveland Forde      | Guiana         | 15:25.12   |                      |
| 33   | 2       | Thura Aung           | Myanmar        | 15:41.08   |                      |
| 99 ! | 1       | Kabirou Dan Mallam   | Níger          | 99:99.99 ! | DNF                  |
| 99 ! | 1       | Nader al-Masri       | Palestina      | 99:99.99 ! | DNS                  |
| 99 ! | 1       | David Galván         | México         | 99:99.99 ! | DNS                  |

### Final
A final ocorreu dia 2 de setembro às 19:30.
| Pos.              | Atleta               | Nacionalidade  | Tempo    | Notas |
| ----------------- | -------------------- | -------------- | -------- | ----- |
| Medalha de ouro   | Bernard Lagat        | Estados Unidos | 13:45.87 |       |
| Medalha de prata  | Eliud Kipchoge       | Quênia         | 13:46.00 |       |
| Medalha de bronze | Moses Ndiema Kipsiro | Uganda         | 13:46.75 |       |
| 4                 | Matt Tegenkamp       | Estados Unidos | 13:46.78 |       |
| 5                 | Tariku Bekele        | Etiópia        | 13:47.33 |       |
| 6                 | Mo Farah             | Grã-Bretanha   | 13:47.54 |       |
| 7                 | Jesús España         | Espanha        | 13:50.55 |       |
| 8                 | Abreham Cherkos      | Etiópia        | 13:51.01 |       |
| 9                 | Felix Kikwai Kibore  | Catar          | 13:51.18 |       |
| 10                | Ali Abdalla          | Eritreia       | 13:52.69 |       |
| 11                | Adam Goucher         | Estados Unidos | 13:53.17 |       |
| 12                | Hicham Bellani       | Marrocos       | 13:55.44 |       |
| 13                | Craig Mottram        | Austrália      | 13:56.24 |       |
| 14                | Juan Luis Barrios    | México         | 13:59.86 |       |
| 15                | Benjamin Limo        | Quênia         | 14:01.25 |       |

Legenda
| Recorde mundial       | Recorde mundial (World record)               |                       | Recorde africano                      | Recorde africano (African) |                                           | Q | Classificado por posição (Qualified) |
| Recorde do campeonato | Recorde do campeonato (Championship record)  | Recorde da América    | Recorde da América (Americas)         | q                          | Classificado por melhor tempo (Qualified) |   |                                      |
| Melhor marca do ano   | Melhor marca do ano (World leading)          | Recorde asiático      | Recorde asiático (Asian)              | DNS                        | Não largou (Did not start)                |   |                                      |
| Recorde nacional      | Recorde nacional (National record)           | Recorde europeu       | Recorde europeu (European)            | DNF                        | Não terminou (Did not finish)             |   |                                      |
| Recorde pessoal       | Recorde pessoal do atleta (Personal best)    | Recorde da Oceania    | Recorde da Oceania (Oceania)          | DSQ / DQ                   | Desclassificado (Disqualified)            |   |                                      |
| Recorde da temporada  | Recorde da temporada do atleta (Season best) | Recorde sul-americano | Recorde sul-americano (South America) | NM                         | Sem marca (No mark)                       |   |                                      |